# NGC 3883
NGC 3883 este o galaxie spirală situată în constelația Leul. A fost descoperită în 13 aprilie 1785 de către William Herschel. Se află la o distanță de 102,32 megaparseci de Pământ.